# Camille Teisseire
Pour les articles homonymes, voir Teisseire.
Camille Teisseire (né à Grenoble le 22 septembre 1764, mort à Grenoble le 10 septembre 1842) est un industriel et homme politique français.

## Biographie
Camille-Hyacinthe Teisseire est le petit-fils de Mathieu I Teisseire qui, s’installant en 1720 à Grenoble comme marchand épicier, élabora divers sirops et liqueurs et fit fortune grâce au ratafia de cerise, fondant ainsi l'entreprise Teisseire.
Négociant et fabricant de liqueur à Grenoble au moment de la Révolution et partisan des idées révolutionnaires, il entre au conseil communal de la ville en 1791. Après une mission à Paris pour réclamer à l'État le paiement d'avances, il est arrêté par les Lyonnais et transféré à la prison de Pierre-Scize, puis relâché, et devient procureur de la commune. Administrateur de la commune en 1795, il se rallie au 18 brumaire puis à l'Empire, et fut sous-préfet de Tournon de 1809 à 1813.
Il épouse en 1794 Adélaïde Hélène Perier, fille du régent de la Banque de France alors agent communal de Grenoble Claude Perier, et est élu, en 1820, député du grand collège de l'Isère. Il quitte la vie politique lors des élections de 1824.

### Des racines méridionales
L'entreprise Teisseire à Grenoble fut fondée par Mathieu I Teisseire, grand-père de Camille Teisseire, originaire du village de Belgentier dans le Var où la famille est citée depuis le Moyen Âge.
Le père de Camille, Matthieu II Teisseire (1724-1781) a hérité de la fabrique de liqueurs et sirops dont la prospérité lui permet d'acheter la charge de "Conseiller Referendaire du Roy" près le Parlement du Dauphiné. Il fait en plus l'acquisition d'un hôtel particulier à Grenoble, au 15 rue Jean-Jacques Rousseau, et des terres en Dauphiné, aux Granges (Beauvert) et à Poisat (Isère). Il épouse à Pont-de-Beauvoisin (73), en 1758, Gabrielle Crétet (1735-1829), fille d'un notable local. Camille Teisseire est ainsi le neveu d'Emmanuel Crétet, comte de Champmol, conseiller d'État, directeur des Ponts-et-Chaussées, 1er gouverneur de la Banque de France et ministre de l'Intérieur.

### Le ratafia de Teisseire
À la mort de son père, Camille hérite de ses charges honorifiques et de l'entreprise de liqueurs dont il fait fructifier le capital. La Révolution française l'aidera en cela : la France est isolée en Europe et doit faire face à une émigration qu'elle peine à endiguer, la situation financière interne est déplorable, autant de motifs à l'interdiction de l'exportation des capitaux. Les émigrés commandent donc en quantité des denrées réputées à l'étranger mais dont l'approvisionnement avait été rendu difficile. Deux spécialités delphinales sont concernées : la ganterie et « le ratafia de Monsieur Teisseire » à base de jus de cerises, eau de vie, cannelle et sucre, qualifié par Casanova de "divine liqueur". Une fois obtenues, ces denrées servent de monnaie d'échange à l'étranger.

### Une périlleuse carrière politique
Si Teisseire ne dispose pas de formation politique ou administrative, ses idées favorables aux réformes et au Tiers-État vont l'engager dans cette voie.
Après les États Généraux du Dauphiné réunis par Claude Perier au château de Vizille, l'archevêque de Vienne, Lefranc de Pompignan en rejette les arrêtés, au nom de l'illégalité de la réunion déclarée par le Roi. En décembre 1788 s'ouvrent à Romans les États officiels du Dauphiné, session préparatoire des États Généraux du Royaume convoqués par Louis XVI le 8 août, partiellement consacrée à la rédaction des cahiers de doléances des trois ordres et à la désignation des députés qui se rendront à Versailles. Teisseire y participe en tant que député du Tiers-État de l'élection de Grenoble.
Deux ans plus tard, le nouveau maire de Grenoble Prunelle-Delierre le nomme officier municipal. En cette qualité, il tente de concilier en 1792 le Conseil général de l'Isère et l'administration militaire au sujet de réquisitions de bâtiments privés et de l'hôpital public.
Teisseire est un révolutionnaire actif, prend le parti du jacobinisme à Grenoble, et commande le 3e bataillon de la Garde Nationale. Par ses opinions maratistes il gagne la sympathie du peuple. Élu au Conseil municipal le 16 décembre 1792, il est nommé chef de la police.
Sa popularité est renforcée par son intervention efficace auprès de la Convention Nationale à Paris visant à obtenir un prêt substantiel d'un million d'assignats pour pallier l'approvisionnement difficile de la ville de Grenoble en blé et en viande, dû en partie aux mauvaises récoltes, en partie aux réquisitions croissantes des subsistances militaires alors que la disette s'installe et le spectre de la famine se profile en Dauphiné. La conviction de son discours l'emporte sur les réticences des Conventionnels, et le prêt est accordé.
Dans son discours, Teisseire affiche clairement ses positions en faveur d'une démocratie directe contraignant les plus riches à céder leur bien au peuple lorsque le besoin s'en fait sentir : « Représentants du Peuple, apaisez sa faim par le superflu des riches. Il leur en coutera peu, car il ne faut au Peuple pour achever la Révolution que du fer. Il ne demande pour en supporter le poids que du pain ». Teisseire prononce ces mots alors qu'à la Convention règne une grande agitation : son président Isnard condamne avec virulence la Montagne dans son discours du 31 mai 1793 et confirme la nécessité de l'arrestation d'Hébert. Les Montagnards se soulèvent et l'acculent à la démission, devenant ainsi maîtres de la Convention.
Mais à Lyon, la commune ne suit pas la même tendance. Depuis septembre 1792, les Montagnards menés par Chalier mènent une politique de répression active qui pousse la population à se révolter et arrêter Chalier. Le 1er juillet 1793, Teisseire entre sur le territoire de la commune de Lyon passée aux mains des Girondins. Connu pour sa proximité avec les Montagnards, celui-ci est arrêté en possession d'un mémoire contenant ses opinions jacobines. Il écrit le 3 juillet au Conseil général de l'Isère, alors qu'il est transféré à la prison de Pierre Scize : « Je vous invite à vous unir à la Convention nationale, à ne jamais la méconnaître, c'est la boussole qui sauvera la France ». À Grenoble, l'émotion est vive, et l'agent Claude Perier qui vient de négocier l'approvisionnement de la ville en grains auprès des départements voisins, proche des Girondins, tente d'obtenir sa libération. Entre-temps, les Grenoblois élisent une nouvelle municipalité menée par de Barral, ci-devant marquis de Montferrat, hostile aux Girondins, et c'est Teisseire alors emprisonné qui est élu procureur de la Commune. Lyon annonce que Teisseire sera jugé et Grenoble menace : « L'arrestation du citoyen Teisseire, patriote de Grenoble, a mis au comble l'indignation publique. Nous marcherons sur Lyon. » Lyon décide en fin de compte la libération de Teisseire le 7 juillet.
Tandis que Lyon, bientôt assiégée, s'opposait de plus en plus fermement à la Convention montagnarde, l'heure était à la répression contre les Girondins et autres fédéralistes. Reconnaissant envers Perier, très actif pour sa libération, il attesta devant les Montagnards de sa foi en la Patrie et en la Révolution, évitant ainsi des poursuites contre le riche négociant qui deviendra par la suite son beau-père.
Teisseire devient l'un des principaux bienfaiteurs de la commune de Grenoble en finançant hôpitaux et écoles. Le 31 mai 1794, il est agent national de la commune puis est élu officier municipal le 2 novembre 1795.
L'avènement du Directoire puis de l'Empire ne favoriseront pas la carrière politique de Teisseire malgré la nomination du comte de Champmol, son oncle, au poste de ministre de l'Intérieur par Napoléon I° en 1808. Le ministre lui obtint néanmoins la sous-préfecture de l'Ardèche en 1809, mais son décès la même année ôte à Teisseire tout espoir d'obtenir une préfecture en raison de son ancienne proximité avec les Montagnards. Ses requêtes à Fouché demeureront sans réponse, conduisant à sa démission.
En 1820, les élections législatives voient une percée des ultras aux élections législatives. Néanmoins, Teisseire est élu dans l'Isère contre le candidat de la droite, Planelli de Lavalette et siège dans l'opposition de la gauche libérale. Il s'oppose vivement à la loi du double vote et à l'exclusion du député Manuel. Il ne se représente pas lors des élections de 1824 qui se soldent par une nouvelle défaite de l'opposition. En 1828, il est élu par les commerçants de Grenoble président du tribunal de commerce.
En 1829, il préside le banquet donné à Grenoble en l'honneur de La Fayette.
Camille Teisseire fut décoré de la Légion d'honneur.
Il est inhumé au Cimetière Saint-Roch à Grenoble (Isère).

### Alliance aux Perier et héritage de Teisseire

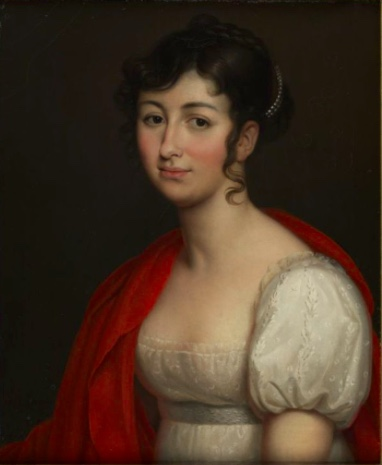
Portrait de son épouse, née Adélaïde-Hélène-Marine Perier (1779-1851).

Claude Perier et Camille Teisseire se sont réciproquement aidés durant la période révolutionnaire, et l'alliance des deux familles est scellée en 1794 par le mariage de Teisseire avec la seconde fille de Claude, Hélène-Adélaïde-Marine Périer (1779-1851). Teisseire entre de fait dans une famille associée à l'élite politique et économique française. Durant la période de sa députation, il entretient une importante correspondance politique avec ses beaux-frères qui siègent avec lui au sein de l'opposition libérale, notamment Casimir Perier, futur président du Conseil et ministre de l'Intérieur.
Teisseire subit en parallèle l'influence de son ami Prunelle de Lière, ancien maire de Grenoble, membre de la Grande Loge Nationale Française, et s'engage dans une foi spiritualiste. Membre de l'Académie delphinale, il devient également membre de la Société pour l'Instruction Élémentaire créée par Lazare Carnot et prend l'initiative de confier l'enseignement à des religieux dans l'école qu'il a créée au Bourg d'Oisans,,.
En 1827, il s'associe avec les frères Périer dans les fonderies et Ateliers de Chaillot (Paris) qui fournit en machinerie (extraction, charbonnage) les mines d'Anzin détenues par les Périer. Il entreprend chez lui et à ses frais l'assèchement des marécages de l'ancien lit du Drac entre Poisat, Eybens, Saint-Martin-d'Hères et Grenoble, ce qu'avait déjà tenté son père. Il rend ainsi une large étendue de terres à la culture et à l'exploitation, les terrains Teisseire qui seront cédés en héritage à Mme Henriette Chaper, aujourd'hui partiellement occupés par l'avenue et le quartier Teisseire.
Il lègue à sa mort d'importantes sommes à des orphelinats et des institutions charitables.
Son fils Charles Teisseire, receveur général des contributions de l'Isère, hérite de l'entreprise Teisseire promise à un brillant avenir.
Sa fille Henriette, épouse de l'ingénieur et député Achille Chaper, hérite de ses terres à Grenoble, Poisat, Saint-Martin-d'Hères, Eybens, Bresson et Échirolles.

## Sources
- Annuaire de l'Isère (lien sur le château de Poisat, à corriger)
- « Camille Teisseire », dans Adolphe Robert et Gaston Cougny, Dictionnaire des parlementaires français, Edgar Bourloton, 1889-1891 [détail de l’édition] Biographie extraite du dictionnaire des députés (1789-1889)
- DE PAZZIS Henri, Histoire et généalogie de la famille Périer, Éditions régionales de l'Ouest, Mayenne, 1995
- VERMALE François, Le père de Casimir Périer, Grenoble, 1935
- BARRAL Pierre, Les Périer dans l'Isère au XIXe siècle d'après leur correspondance familiale, Paris, 1964
- BARRAL Pierre, Les attitudes religieuses de la famille Périer, Athéisme et dialogue, septembre 1979